# Campeonato Mundial de Voleibol Feminino Sub-19 de 2023
O Campeonato Mundial de Voleibol Feminino Sub-19 de 2023 é a 1ª edição com esta nomenclatura (Sub-19), e a 18ª edição da competição na história (somando as anteriores chamadas de Sub-18), disputada entre 24 seleções mundiais, no período de 1 a 11 de agosto, sendo co-organizado pela cidade croata de Osijek e pela cidade húngara de Szeged.
A seleção estadunidense conquistou seu segundo título ao vencer na final a representação turca, e a Itália completa o pódio.
A atacante estadunidense Abby Vander Wal foi premiada como a melhor jogadora da competição e também em sua função.

## Escolha das sedes
Em 2 de junho de 2022, a FIVB iniciou o processo licitatório para federações dos países interessados em sediar um dos quatro eventos dos Campeonatos Mundiais nas faixas etárias em 2023, isto é, Campeonatos Mundiais Sub-19 e Campeonatos Mundiais Sub-21, em ambos os naipe, cujo prazo da manifestação de interesse foi até 29 de julho de 2022, 18:00 CEST (UTC+2.
A FIVB anunciou os anfitriões dos referidos mundiais em 24 de janeiro de 2023, com a candidatura em conjunto da Croácia e da Hungria, que foram selecionadas para sediar o Campeonato Mundial Sub-19 Feminino de 2023, sendo a primeira vez que o Campeonato Mundial Feminino Sub-19 da FIVB será co-organizado por dois países e a segunda vez que a Croácia sediará o torneio, tendo feito anteriormente em 2001, e será a primeira vez que a Hungria sediará um torneio da FIVB de qualquer categoria.

## Equipes qualificadas
| Torneio de qualificação          | Data                      | Sede           | Vagas | Qualificados         | Última participação |
| -------------------------------- | ------------------------- | -------------- | ----- | -------------------- | ------------------- |
| Países-sedes                     | 22 de junho de 2022       | Lausana        | 2     | Croácia              | 2005                |
| Países-sedes                     | 22 de junho de 2022       | Lausana        | 2     | Hungria              | 2003                |
| Campeonato Asiático de 2022      | 6 a 23 de junho de 2022   | Nakhon Pathom  | 4     | Japão                | 2019                |
| Campeonato Asiático de 2022      | 6 a 23 de junho de 2022   | Nakhon Pathom  | 4     | China                | 2019                |
| Campeonato Asiático de 2022      | 6 a 23 de junho de 2022   | Nakhon Pathom  | 4     | Coreia do Sul        | 2019                |
| Campeonato Asiático de 2022      | 6 a 23 de junho de 2022   | Nakhon Pathom  | 4     | Tailândia            | 2019                |
| Campeonato Africano de 2022      | 2 a 5 de setembro de 2022 | Abuja          | 2     | Egito                | 2021                |
| Campeonato Africano de 2022      | 2 a 5 de setembro de 2022 | Abuja          | 2     | Camarões             | 2021                |
| Campeonato Europeu de 2022       | 16 a 24 de julho de 2022  | Hradec Králové | 6     | Itália               | 2021                |
| Campeonato Europeu de 2022       | 16 a 24 de julho de 2022  | Hradec Králové | 6     | Turquia              | 2021                |
| Campeonato Europeu de 2022       | 16 a 24 de julho de 2022  | Hradec Králové | 6     | Alemanha             | 2017                |
| Campeonato Europeu de 2022       | 16 a 24 de julho de 2022  | Hradec Králové | 6     | Sérvia               | 2021                |
| Campeonato Europeu de 2022       | 16 a 24 de julho de 2022  | Hradec Králové | 6     | Polônia              | 2021                |
| Campeonato Europeu de 2022       | 16 a 24 de julho de 2022  | Hradec Králové | 6     | Bulgária             | 2021                |
| Campeonato Sul-Americano de 2022 | 2 a 7 de outubro de 2022  | La Paz         | 3     | Argentina            | 2021                |
| Campeonato Sul-Americano de 2022 | 2 a 7 de outubro de 2022  | La Paz         | 3     | Brasil               | 2021                |
| Campeonato Sul-Americano de 2022 | 2 a 7 de outubro de 2022  | La Paz         | 3     | Chile                | Estreante           |
| Campeonato NORCECA de 2022       | 18 a 23 de julho de 2022  | Tulsa          | 4     | Estados Unidos       | 2021                |
| Campeonato NORCECA de 2022       | 18 a 23 de julho de 2022  | Tulsa          | 4     | República Dominicana | 2021                |
| Campeonato NORCECA de 2022       | 18 a 23 de julho de 2022  | Tulsa          | 4     | Porto Rico           | 2021                |
| Campeonato NORCECA de 2022       | 18 a 23 de julho de 2022  | Tulsa          | 4     | México               | 2021                |
| Ranking Mundial                  | 31 de janeiro de 2023     | Lausana        | 3     | Canadá               | 2021                |
| Ranking Mundial                  | 31 de janeiro de 2023     | Lausana        | 3     | Peru                 | 2021                |
| Ranking Mundial                  | 31 de janeiro de 2023     | Lausana        | 3     | Nigéria              | 2021                |
| Total                            |                           |                | 24    |                      |                     |

## Fórmula da disputa
A competição será disputada por 24 seleções mundiais, distribuídas proporcionalmente em quatro grupos, A, B, C e D, todas se enfreando em cada grupo, resultando em 16 times classificados para a disputa das oitavas de final e as demais disputarão as posições do décimo sétimo ao vigésimo lugares
As equipes vencedoras da fase de oitavas de final disputarão as quartas de final e as eliminadas as disputas pelas posições inferiores; já as vencedoras da quartas de final disputarão a semifinal e as eliminadas disputarão do quinto ao oitavo lugares.
As equipes que venceram as semifinais competirão pelo título na grande final e as perdedoras a disputa pelo bronze.

## Primeira fase
|  | Qualificados para a Oitavas de final                |
|  | Qualificados para as Disputas do 17º ao 20º lugares |

### Grupo A
Classificação
|     |           |     | Jogos | Jogos | Jogos | Pontos | Pontos | Pontos | Sets | Sets | Sets  |
| Pos | Equipe    | Pts | T     | V     | D     | V      | P      | R      | V    | P    | R     |
| --- | --------- | --- | ----- | ----- | ----- | ------ | ------ | ------ | ---- | ---- | ----- |
| 1   | China     | 15  | 5     | 5     | 0     | 375    | 229    | 1.638  | 15   | 0    | MAX   |
| 2   | Argentina | 11  | 5     | 4     | 1     | 384    | 340    | 1.129  | 12   | 5    | 2.400 |
| 3   | Hungria   | 9   | 5     | 3     | 2     | 407    | 383    | 1.063  | 11   | 8    | 1.375 |
| 4   | Egito     | 7   | 5     | 2     | 3     | 369    | 365    | 1.011  | 8    | 9    | 0.889 |
| 5   | Chile     | 3   | 5     | 1     | 4     | 293    | 376    | 0.779  | 3    | 13   | 0.231 |
| 6   | Camarões  | 0   | 5     | 0     | 5     | 250    | 395    | 0.633  | 1    | 15   | 0.067 |

Resultados
| Data   | Hora  |           | Placar |           | Set 1 | Set 2 | Set 3 | Set 4 | Set 5 | Total   | Relatório    |
| ------ | ----- | --------- | ------ | --------- | ----- | ----- | ----- | ----- | ----- | ------- | ------------ |
| 01 Ago | 15:00 | Argentina | 0–3    | China     | 12–25 | 18–25 | 20–25 |       |       | 50–75   | Estatísticas |
| 01 Ago | 18:00 | Hungria   | 3–0    | Chile     | 25–17 | 25–11 | 25–18 |       |       | 75–46   | Estatísticas |
| 01 Ago | 21:00 | Egito     | 3–0    | Camarões  | 25–20 | 25–13 | 25–17 |       |       | 75–50   | Estatísticas |
| 02 Ago | 15:00 | Egito     | 3–0    | Chile     | 25–15 | 25–19 | 25–21 |       |       | 75–55   | Estatísticas |
| 02 Ago | 18:00 | Hungria   | 0–3    | China     | 22–25 | 20–25 | 17–25 |       |       | 59–75   | Estatísticas |
| 02 Ago | 21:00 | Argentina | 3–0    | Camarões  | 25–16 | 25–19 | 25–12 |       |       | 75–47   | Estatísticas |
| 03 Ago | 15:00 | China     | 3–0    | Chile     | 25–18 | 25–14 | 25–10 |       |       | 75–42   | Estatísticas |
| 03 Ago | 18:00 | Hungria   | 3–0    | Camarões  | 25–17 | 25–20 | 25–15 |       |       | 75–52   | Estatísticas |
| 03 Ago | 21:00 | Egito     | 0–3    | Argentina | 30–32 | 20–25 | 18–25 |       |       | 68–82   | Estatísticas |
| 05 Ago | 15:00 | Argentina | 3–0    | Chile     | 25–22 | 25–15 | 25–18 |       |       | 75–55   | Estatísticas |
| 05 Ago | 18:00 | Hungria   | 3–2    | Egito     | 20–25 | 18–25 | 25–23 | 25–22 | 15–13 | 103–108 | Estatísticas |
| 05 Ago | 21:00 | Camarões  | 0–3    | China     | 14–25 | 12–25 | 9–25  |       |       | 35–75   | Estatísticas |
| 06 Ago | 15:00 | Egito     | 0–3    | China     | 11–25 | 18–25 | 14–25 |       |       | 43–75   | Estatísticas |
| 06 Ago | 18:00 | Hungria   | 1–3    | Argentina | 25–20 | 19–25 | 17–25 | 15–25 |       | 76–95   | Estatísticas |
| 06 Ago | 21:00 | Camarões  | 2–3    | Chile     | 20–25 | 20–25 | 25–22 | 25–15 | 5–15  | 95–102  | Estatísticas |

### Grupo B
Classificação
|     |                      |     | Jogos | Jogos | Jogos | Pontos | Pontos | Pontos | Sets | Sets | Sets  |
| Pos | Equipe               | Pts | T     | V     | D     | V      | P      | R      | V    | P    | R     |
| --- | -------------------- | --- | ----- | ----- | ----- | ------ | ------ | ------ | ---- | ---- | ----- |
| 1   | Turquia              | 15  | 5     | 5     | 0     | 375    | 208    | 1.803  | 15   | 0    | MAX   |
| 2   | Croácia              | 12  | 5     | 4     | 1     | 397    | 295    | 1.346  | 12   | 5    | 2.400 |
| 3   | Porto Rico           | 6   | 5     | 2     | 3     | 371    | 328    | 1.131  | 8    | 9    | 0.889 |
| 4   | República Dominicana | 6   | 5     | 2     | 3     | 393    | 339    | 1.159  | 8    | 10   | 0.800 |
| 5   | Alemanha             | 6   | 5     | 2     | 3     | 322    | 313    | 1.029  | 6    | 10   | 0.600 |
| 6   | Nigéria              | 0   | 5     | 0     | 5     | 0      | 375    | 0,000  | 0    | 15   | 0,000 |

Resultados
| Data   | Hora  |                      | Placar |                      | Set 1 | Set 2 | Set 3 | Set 4 | Set 5 | Total | Relatório    |
| ------ | ----- | -------------------- | ------ | -------------------- | ----- | ----- | ----- | ----- | ----- | ----- | ------------ |
| 01 Ago | 15:00 | Turquia              | 3–0    | Nigéria              | 25–0  | 25–0  | 25–0  |       |       | 75–0  | Estatísticas |
| 01 Ago | 18:00 | Croácia              | 3–0    | Alemanha             | 25–16 | 25–16 | 25–22 |       |       | 75–54 | Estatísticas |
| 01 Ago | 21:00 | República Dominicana | 3–1    | Porto Rico           | 25–21 | 21–25 | 25–13 | 25–22 |       | 96–81 | Estatísticas |
| 02 Ago | 15:00 | Turquia              | 3–0    | Porto Rico           | 25–18 | 25–20 | 25–16 |       |       | 75–54 | Estatísticas |
| 02 Ago | 18:00 | Croácia              | 3–0    | Nigéria              | 25–0  | 25–0  | 25–0  |       |       | 75–0  | Estatísticas |
| 02 Ago | 21:00 | República Dominicana | 1–3    | Alemanha             | 24–26 | 25–15 | 16–25 | 23–25 |       | 88–91 | Estatísticas |
| 03 Ago | 15:00 | Turquia              | 3–0    | República Dominicana | 25–19 | 25–20 | 25–15 |       |       | 75–54 | Estatísticas |
| 03 Ago | 18:00 | Croácia              | 3–1    | Porto Rico           | 23–25 | 25–21 | 25–20 | 25–20 |       | 98–86 | Estatísticas |
| 03 Ago | 21:00 | Alemanha             | 3–0    | Nigéria              | 25–0  | 25–0  | 25–0  |       |       | 75–0  | Estatísticas |
| 05 Ago | 15:00 | Porto Rico           | 3–0    | Nigéria              | 25–0  | 25–0  | 25–0  |       |       | 75–0  | Estatísticas |
| 05 Ago | 18:00 | Croácia              | 3–1    | República Dominicana | 25–21 | 25–15 | 17–25 | 25–19 |       | 92–80 | Estatísticas |
| 05 Ago | 21:00 | Turquia              | 3–0    | Alemanha             | 25–11 | 25–13 | 25–19 |       |       | 75–43 | Estatísticas |
| 06 Ago | 15:00 | República Dominicana | 3–0    | Nigéria              | 25–0  | 25–0  | 25–0  |       |       | 75–0  | Estatísticas |
| 06 Ago | 18:00 | Porto Rico           | 3–0    | Alemanha             | 25–22 | 25–22 | 25–15 |       |       | 75–59 | Estatísticas |
| 06 Ago | 21:00 | Croácia              | 0–3    | Turquia              | 20–25 | 19–25 | 18–25 |       |       | 57–75 | Estatísticas |

### Grupo C
Classificação
|     |           |     | Jogos | Jogos | Jogos | Pontos | Pontos | Pontos | Sets | Sets | Sets  |
| Pos | Equipe    | Pts | T     | V     | D     | V      | P      | R      | V    | P    | R     |
| --- | --------- | --- | ----- | ----- | ----- | ------ | ------ | ------ | ---- | ---- | ----- |
| 1   | Itália    | 15  | 5     | 5     | 0     | 451    | 353    | 1.278  | 15   | 3    | 5,000 |
| 2   | Bulgária  | 12  | 5     | 4     | 1     | 393    | 352    | 1.116  | 13   | 4    | 3.250 |
| 3   | Brasil    | 9   | 5     | 3     | 2     | 409    | 349    | 1.172  | 11   | 6    | 1.833 |
| 4   | Tailândia | 6   | 5     | 2     | 3     | 339    | 343    | 0.988  | 6    | 10   | 0.600 |
| 5   | Peru      | 2   | 5     | 1     | 4     | 325    | 430    | 0.756  | 4    | 14   | 0.286 |
| 6   | Canadá    | 1   | 5     | 0     | 5     | 324    | 426    | 0.761  | 3    | 15   | 0.200 |

Resultados
| Data   | Hora  |           | Placar |           | Set 1 | Set 2 | Set 3 | Set 4 | Set 5 | Total   | Relatório    |
| ------ | ----- | --------- | ------ | --------- | ----- | ----- | ----- | ----- | ----- | ------- | ------------ |
| 01 Ago | 15:05 | Itália    | 3–1    | Bulgária  | 25–15 | 25–19 | 23–25 | 25–9  |       | 98–68   | Estatísticas |
| 01 Ago | 18:05 | Brasil    | 3–0    | Canadá    | 25–23 | 25–11 | 25–16 |       |       | 75–50   | Estatísticas |
| 01 Ago | 21:05 | Tailândia | 3–0    | Peru      | 25–10 | 29–27 | 25–9  |       |       | 79–46   | Estatísticas |
| 02 Ago | 15:05 | Itália    | 3–0    | Canadá    | 25–12 | 25–14 | 25–19 |       |       | 75–45   | Estatísticas |
| 02 Ago | 18:05 | Brasil    | 3–0    | Peru      | 25–13 | 25–17 | 25–16 |       |       | 75–46   | Estatísticas |
| 02 Ago | 21:05 | Tailândia | 0–3    | Bulgária  | 22–25 | 20–25 | 20–25 |       |       | 62–75   | Estatísticas |
| 03 Ago | 15:05 | Itália    | 3–1    | Peru      | 25–18 | 22–25 | 25–17 | 25–15 |       | 97–75   | Estatísticas |
| 03 Ago | 18:05 | Brasil    | 3–0    | Tailândia | 25–13 | 25–21 | 25–15 |       |       | 75–49   | Estatísticas |
| 03 Ago | 21:05 | Canadá    | 0–3    | Bulgária  | 14–25 | 25–27 | 14–25 |       |       | 53–77   | Estatísticas |
| 05 Ago | 15:05 | Itália    | 3–0    | Tailândia | 25–17 | 25–17 | 25–19 |       |       | 75–53   | Estatísticas |
| 05 Ago | 18:05 | Brasil    | 1–3    | Bulgária  | 12–25 | 20–25 | 25–21 | 25–27 |       | 82–98   | Estatísticas |
| 05 Ago | 21:05 | Peru      | 3–2    | Canadá    | 25–20 | 22–25 | 16–25 | 25–22 | 15–12 | 103–104 | Estatísticas |
| 06 Ago | 15:05 | Itália    | 3–1    | Brasil    | 25–27 | 26–24 | 25–23 | 30–28 |       | 106–102 | Estatísticas |
| 06 Ago | 18:05 | Tailândia | 3–1    | Canadá    | 25–11 | 21–25 | 25–22 | 25–14 |       | 96–72   | Estatísticas |
| 06 Ago | 21:05 | Peru      | 0–3    | Bulgária  | 22–25 | 16–25 | 19–25 |       |       | 57–75   | Estatísticas |

### Grupo D
Classificação
|     |                |     | Jogos | Jogos | Jogos | Pontos | Pontos | Pontos | Sets | Sets | Sets  |
| Pos | Equipe         | Pts | T     | V     | D     | V      | P      | R      | V    | P    | R     |
| --- | -------------- | --- | ----- | ----- | ----- | ------ | ------ | ------ | ---- | ---- | ----- |
| 1   | Estados Unidos | 13  | 5     | 5     | 0     | 458    | 398    | 1.151  | 15   | 5    | 3,000 |
| 2   | Japão          | 11  | 5     | 4     | 1     | 440    | 381    | 1.155  | 12   | 7    | 1.714 |
| 3   | Polônia        | 8   | 5     | 3     | 2     | 436    | 420    | 1.038  | 11   | 9    | 1.222 |
| 4   | Coreia do Sul  | 6   | 5     | 2     | 3     | 427    | 441    | 0.968  | 9    | 11   | 0.818 |
| 5   | Sérvia         | 7   | 5     | 1     | 4     | 466    | 479    | 0.973  | 11   | 12   | 0.917 |
| 6   | México         | 0   | 5     | 0     | 5     | 289    | 397    | 0.728  | 1    | 15   | 0.067 |

Resultados
| Data   | Hora  |                | Placar |               | Set 1 | Set 2 | Set 3 | Set 4 | Set 5 | Total   | Relatório    |
| ------ | ----- | -------------- | ------ | ------------- | ----- | ----- | ----- | ----- | ----- | ------- | ------------ |
| 01 Ago | 15:00 | Estados Unidos | 3–2    | Coreia do Sul | 25–21 | 19–25 | 25–21 | 23–25 | 15–10 | 107–102 | Estatísticas |
| 01 Ago | 18:00 | Sérvia         | 2–3    | Japão         | 23–25 | 25–20 | 20–25 | 25–20 | 12–15 | 105–105 | Estatísticas |
| 01 Ago | 21:00 | Polônia        | 3–1    | México        | 25–11 | 25–19 | 20–25 | 27–25 |       | 97–80   | Estatísticas |
| 02 Ago | 15:00 | Estados Unidos | 3–0    | Japão         | 25–22 | 25–20 | 26–24 |       |       | 76–66   | Estatísticas |
| 02 Ago | 18:00 | Sérvia         | 3–0    | México        | 25–18 | 25–21 | 25–17 |       |       | 75–56   | Estatísticas |
| 02 Ago | 21:00 | Polônia        | 3–0    | Coreia do Sul | 25–19 | 25–23 | 25–16 |       |       | 75–58   | Estatísticas |
| 03 Ago | 15:00 | Estados Unidos | 3–0    | México        | 25–19 | 25–22 | 25–20 |       |       | 75–61   | Estatísticas |
| 03 Ago | 18:00 | Polônia        | 3–2    | Sérvia        | 25–13 | 25–13 | 22–25 | 19–25 | 15–13 | 106–89  | Estatísticas |
| 03 Ago | 21:00 | Japão          | 3–1    | Coreia do Sul | 24–26 | 25–18 | 25–19 | 25–19 |       | 99–82   | Estatísticas |
| 05 Ago | 15:00 | México         | 0–3    | Japão         | 14–25 | 11–25 | 13–25 |       |       | 38–75   | Estatísticas |
| 05 Ago | 18:00 | Sérvia         | 2–3    | Coreia do Sul | 25–27 | 16–25 | 25–13 | 25–19 | 11–15 | 102–99  | Estatísticas |
| 05 Ago | 21:00 | Estados Unidos | 3–1    | Polônia       | 23–25 | 25–16 | 25–22 | 25–15 |       | 98–78   | Estatísticas |
| 06 Ago | 15:00 | México         | 0–3    | Coreia do Sul | 16–25 | 16–25 | 22–25 |       |       | 54–75   | Estatísticas |
| 06 Ago | 18:00 | Estados Unidos | 3–2    | Sérvia        | 25–15 | 18–25 | 25–19 | 19–25 | 15–7  | 102–91  | Estatísticas |
| 06 Ago | 21:00 | Polônia        | 1–3    | Japão         | 25–20 | 19–25 | 15–25 | 21–25 |       | 80–95   | Estatísticas |

## Fase final

### Chaveamento final
- Todos os horários de Osijek e Szeged obedecem ao CEST (UTC+2).

|  | Oitavas-de-final     | Oitavas-de-final    |                      |   | Quartas-de-final | Quartas-de-final |                      |                      | Semifinais | Semifinais |  |  | Final | Final |
|  |                      |                     |                      |   |                  |                  |                      |                      |            |            |  |  |       |       |
|  | 7 de agosto – 12:00  |                     |                      |   |                  |                  |                      |                      |            |            |  |  |       |       |
|  |                      |                     |                      |   |                  |                  |                      |                      |            |            |  |  |       |       |
|  | Estados Unidos       | 3                   |                      |   |                  |                  |                      |                      |            |            |  |  |       |       |
|  | Estados Unidos       | 3                   | 9 de agosto – 21:00  |   |                  |                  |                      |                      |            |            |  |  |       |       |
|  | República Dominicana | 0                   |                      |   |                  |                  |                      |                      |            |            |  |  |       |       |
|  | República Dominicana | 0                   | Estados Unidos       | 3 |                  |                  |                      |                      |            |            |  |  |       |       |
|  | 7 de agosto – 18:05  |                     | Estados Unidos       | 3 |                  |                  |                      |                      |            |            |  |  |       |       |
|  |                      | Brasil              | 2                    |   |                  |                  |                      |                      |            |            |  |  |       |       |
|  | Argentina            | Brasil              | 2                    | 1 |                  |                  |                      |                      |            |            |  |  |       |       |
|  | Argentina            |                     | 10 de agosto – 21:00 | 1 |                  |                  |                      |                      |            |            |  |  |       |       |
|  | Brasil               | 3                   |                      |   |                  |                  |                      |                      |            |            |  |  |       |       |
|  | Brasil               | 3                   | Estados Unidos       | 3 |                  |                  |                      |                      |            |            |  |  |       |       |
|  | 7 de agosto – 15:05  |                     | Estados Unidos       | 3 |                  |                  |                      |                      |            |            |  |  |       |       |
|  |                      | Itália              | 1                    |   |                  |                  |                      |                      |            |            |  |  |       |       |
|  | Itália               | Itália              | 1                    | 3 |                  |                  |                      |                      |            |            |  |  |       |       |
|  | Itália               | 9 de agosto – 18:00 |                      | 3 |                  |                  |                      |                      |            |            |  |  |       |       |
|  | Egito                | 0                   |                      |   |                  |                  |                      |                      |            |            |  |  |       |       |
|  | Egito                | 0                   | Itália               | 3 |                  |                  |                      |                      |            |            |  |  |       |       |
|  | 7 de agosto – 15:00  |                     | Itália               | 3 |                  |                  |                      |                      |            |            |  |  |       |       |
|  |                      | Croácia             | 2                    |   |                  |                  |                      |                      |            |            |  |  |       |       |
|  | Polônia              | Croácia             | 2                    | 2 |                  |                  |                      |                      |            |            |  |  |       |       |
|  | Polônia              |                     | 11 de agosto – 21:00 | 2 |                  |                  |                      |                      |            |            |  |  |       |       |
|  | Croácia              | 3                   |                      |   |                  |                  |                      |                      |            |            |  |  |       |       |
|  | Croácia              | 3                   | Estados Unidos       | 3 |                  |                  |                      |                      |            |            |  |  |       |       |
|  | 7 de agosto – 18:00  |                     | Estados Unidos       | 3 |                  |                  |                      |                      |            |            |  |  |       |       |
|  |                      | Turquia             | 2                    |   |                  |                  |                      |                      |            |            |  |  |       |       |
|  | Bulgária             | Turquia             | 2                    | 3 |                  |                  |                      |                      |            |            |  |  |       |       |
|  | Bulgária             | 9 de agosto – 15:00 |                      | 3 |                  |                  |                      |                      |            |            |  |  |       |       |
|  | Hungria              | 0                   |                      |   |                  |                  |                      |                      |            |            |  |  |       |       |
|  | Hungria              | 0                   | Bulgária             | 1 |                  |                  |                      |                      |            |            |  |  |       |       |
|  | 7 de agosto – 15:00  |                     | Bulgária             | 1 |                  |                  |                      |                      |            |            |  |  |       |       |
|  |                      | Turquia             | 3                    |   |                  |                  |                      |                      |            |            |  |  |       |       |
|  | Turquia              | Turquia             | 3                    | 3 |                  |                  |                      |                      |            |            |  |  |       |       |
|  | Turquia              |                     | 10 de agosto – 15:00 | 3 |                  |                  |                      |                      |            |            |  |  |       |       |
|  | Coreia do Sul        | 2                   |                      |   |                  |                  |                      |                      |            |            |  |  |       |       |
|  | Coreia do Sul        | 2                   | Turquia              | 3 |                  |                  |                      |                      |            |            |  |  |       |       |
|  | 7 de agosto – 21:00  |                     | Turquia              | 3 |                  |                  |                      |                      |            |            |  |  |       |       |
|  |                      | Japão               | 0                    |   | Terceiro Lugar   | Terceiro Lugar   |                      |                      |            |            |  |  |       |       |
|  | Japão                | Japão               | 0                    | 3 | Terceiro Lugar   | Terceiro Lugar   |                      |                      |            |            |  |  |       |       |
|  | Japão                | 9 de agosto – 12:00 | 9 de agosto – 12:00  | 3 |                  |                  | 11 de agosto – 18:00 | 11 de agosto – 18:00 |            |            |  |  |       |       |
|  | Porto Rico           | 9 de agosto – 12:00 | 9 de agosto – 12:00  | 0 |                  |                  | 11 de agosto – 18:00 | 11 de agosto – 18:00 |            |            |  |  |       |       |
|  | Porto Rico           | Japão               | 3                    | 0 | Itália           | 3                |                      |                      |            |            |  |  |       |       |
|  | 7 de agosto – 15:00  | Japão               | 3                    |   | Itália           | 3                |                      |                      |            |            |  |  |       |       |
|  |                      | Tailândia           | 2                    |   | Japão            | 2                |                      |                      |            |            |  |  |       |       |
|  | China                | Tailândia           | 2                    | 2 | Japão            | 2                |                      |                      |            |            |  |  |       |       |
|  | China                |                     |                      | 2 |                  |                  |                      |                      |            |            |  |  |       |       |
|  | Tailândia            | 3                   |                      |   |                  |                  |                      |                      |            |            |  |  |       |       |
|  | Tailândia            | 3                   |                      |   |                  |                  |                      |                      |            |            |  |  |       |       |

### Classificação 5º–8º lugar
|  | Classificação 5º–8º lugar | Classificação 5º–8º lugar |   |                      | Definição 5º lugar   | Definição 5º lugar |  |
|  |                           |                           |   |                      |                      |                    |  |
|  | 10 de agosto – 18:00      |                           |   |                      |                      |                    |  |
|  | Brasil                    | 2                         |   |                      |                      |                    |  |
|  | Croácia                   | 3                         |   |                      |                      |                    |  |
|  |                           |                           |   |                      |                      |                    |  |
|  |                           |                           |   |                      | 11 de agosto – 15:00 |                    |  |
|  |                           |                           |   |                      | Croácia              | 3                  |  |
|  |                           | Tailândia                 | 0 |                      |                      |                    |  |
|  |                           |                           |   |                      |                      |                    |  |
|  |                           |                           |   |                      |                      |                    |  |
|  |                           |                           |   |                      | Definição 7º lugar   |                    |  |
|  | 10 de agosto – 12:00      | 10 de agosto – 12:00      |   | 11 de agosto – 12:00 | 11 de agosto – 12:00 |                    |  |
|  | Bulgária                  | 1                         |   | Brasil               | 3                    |                    |  |
|  | Tailândia                 | 3                         |   |                      | Bulgária             | 1                  |  |

### Classificação 9º–16º lugar
|  | Classificação 9º–16º lugar | Classificação 9º–16º lugar |                      |   | Classificação 9º–12º lugar | Classificação 9º–12º lugar |  |  | Definição 9º lugar | Definição 9º lugar |
|  |                            |                            |                      |   |                            |                            |  |  |                    |                    |
|  | 8 de agosto – 18:05        |                            |                      |   |                            |                            |  |  |                    |                    |
|  |                            |                            |                      |   |                            |                            |  |  |                    |                    |
|  | República Dominicana       | 0                          |                      |   |                            |                            |  |  |                    |                    |
|  | República Dominicana       | 0                          | 10 de agosto – 18:00 |   |                            |                            |  |  |                    |                    |
|  | Argentina                  | 3                          |                      |   |                            |                            |  |  |                    |                    |
|  | Argentina                  | 3                          | Argentina            | 3 |                            |                            |  |  |                    |                    |
|  | 8 de agosto – 15:00        |                            | Argentina            | 3 |                            |                            |  |  |                    |                    |
|  |                            | Polônia                    | 2                    |   |                            |                            |  |  |                    |                    |
|  | Egito                      | Polônia                    | 2                    | 1 |                            |                            |  |  |                    |                    |
|  | Egito                      |                            | 11 de agosto – 18:05 | 1 |                            |                            |  |  |                    |                    |
|  | Polônia                    | 3                          |                      |   |                            |                            |  |  |                    |                    |
|  | Polônia                    | 3                          | Argentina            | 3 |                            |                            |  |  |                    |                    |
|  | 8 de agosto – 18:00        |                            | Argentina            | 3 |                            |                            |  |  |                    |                    |
|  |                            | China                      | 0                    |   |                            |                            |  |  |                    |                    |
|  | Hungria                    | China                      | 0                    | 2 |                            |                            |  |  |                    |                    |
|  | Hungria                    | 10 de agosto – 18:05       |                      | 2 |                            |                            |  |  |                    |                    |
|  | Coreia do Sul              | 3                          |                      |   |                            |                            |  |  |                    |                    |
|  | Coreia do Sul              | 3                          | Coreia do Sul        | 1 |                            |                            |  |  |                    |                    |
|  | 8 de agosto – 18:05        |                            | Coreia do Sul        | 1 |                            |                            |  |  |                    |                    |
|  |                            | China                      | 3                    |   | Definição 11º lugar        | Definição 11º lugar        |  |  |                    |                    |
|  | Porto Rico                 | China                      | 3                    | 1 | Definição 11º lugar        | Definição 11º lugar        |  |  |                    |                    |
|  | Porto Rico                 |                            | 11 de agosto – 15:05 | 1 |                            |                            |  |  |                    |                    |
|  | China                      | 3                          |                      |   |                            |                            |  |  |                    |                    |
|  | China                      | 3                          | Polônia              | 0 |                            |                            |  |  |                    |                    |
|  |                            |                            |                      |   |                            |                            |  |  |                    |                    |
|  | Coreia do Sul              | 3                          |                      |   |                            |                            |  |  |                    |                    |
|  | Coreia do Sul              | 3                          |                      |   |                            |                            |  |  |                    |                    |

### Classificação 13º–16º lugar
|  | Classificação 13º–16º lugar | Classificação 13º–16º lugar |   |                     | Definição 13º lugar  | Definição 13º lugar |  |
|  |                             |                             |   |                     |                      |                     |  |
|  | 8 de agosto – 15:00         |                             |   |                     |                      |                     |  |
|  | Egito                       | 2                           |   |                     |                      |                     |  |
|  | República Dominicana        | 3                           |   |                     |                      |                     |  |
|  |                             |                             |   |                     |                      |                     |  |
|  |                             |                             |   |                     | 9 de agosto – 18:05  |                     |  |
|  |                             |                             |   |                     | República Dominicana | 3                   |  |
|  |                             | Porto Rico                  | 2 |                     |                      |                     |  |
|  |                             |                             |   |                     |                      |                     |  |
|  |                             |                             |   |                     |                      |                     |  |
|  |                             |                             |   |                     | Definição 15º lugar  |                     |  |
|  | 8 de agosto – 15:05         | 8 de agosto – 15:05         |   | 9 de agosto – 15:05 | 9 de agosto – 15:05  |                     |  |
|  | Hungria                     | 1                           |   | Hungria             | 1                    |                     |  |
|  | Porto Rico                  | 3                           |   |                     | Egito                | 3                   |  |

### Classificação do 17º ao 24º lugares
|  | Classificação 17º–24º lugar | Classificação 17º–24º lugar |                      |   | Classificação 17º–20º lugar | Classificação 17º–20º lugar |  |  | Definição 17º lugar | Definição 17º lugar |
|  |                             |                             |                      |   |                             |                             |  |  |                     |                     |
|  | 7 de agosto – 21:00         |                             |                      |   |                             |                             |  |  |                     |                     |
|  |                             |                             |                      |   |                             |                             |  |  |                     |                     |
|  | Chile                       | 1                           |                      |   |                             |                             |  |  |                     |                     |
|  | Chile                       | 1                           | 9 de agosto – 17:00  |   |                             |                             |  |  |                     |                     |
|  | Canadá                      | 3                           |                      |   |                             |                             |  |  |                     |                     |
|  | Canadá                      | 3                           | Canadá               | 0 |                             |                             |  |  |                     |                     |
|  | 7 de agosto – 17:00         |                             | Canadá               | 0 |                             |                             |  |  |                     |                     |
|  |                             | México                      | 3                    |   |                             |                             |  |  |                     |                     |
|  | México                      | México                      | 3                    | 3 |                             |                             |  |  |                     |                     |
|  | México                      |                             | 10 de agosto – 20:00 | 3 |                             |                             |  |  |                     |                     |
|  | Alemanha                    | 0                           |                      |   |                             |                             |  |  |                     |                     |
|  | Alemanha                    | 0                           | México               | 0 |                             |                             |  |  |                     |                     |
|  | 7 de agosto – 21:05         |                             | México               | 0 |                             |                             |  |  |                     |                     |
|  |                             | Sérvia                      | 3                    |   |                             |                             |  |  |                     |                     |
|  | Peru                        | Sérvia                      | 3                    | 3 |                             |                             |  |  |                     |                     |
|  | Peru                        | 9 de agosto – 20:00         |                      | 3 |                             |                             |  |  |                     |                     |
|  | Camarões                    | 0                           |                      |   |                             |                             |  |  |                     |                     |
|  | Camarões                    | 0                           | Peru                 | 0 |                             |                             |  |  |                     |                     |
|  | 7 de agosto – 20:00         |                             | Peru                 | 0 |                             |                             |  |  |                     |                     |
|  |                             | Sérvia                      | 3                    |   | Definição 19º lugar         | Definição 19º lugar         |  |  |                     |                     |
|  | Sérvia                      | Sérvia                      | 3                    | 3 | Definição 19º lugar         | Definição 19º lugar         |  |  |                     |                     |
|  | Sérvia                      |                             | 10 de agosto – 17:00 | 3 |                             |                             |  |  |                     |                     |
|  | Nigéria                     | 0                           |                      |   |                             |                             |  |  |                     |                     |
|  | Nigéria                     | 0                           | Canadá               | 3 |                             |                             |  |  |                     |                     |
|  |                             |                             |                      |   |                             |                             |  |  |                     |                     |
|  | Peru                        | 0                           |                      |   |                             |                             |  |  |                     |                     |
|  | Peru                        | 0                           |                      |   |                             |                             |  |  |                     |                     |

### Classificação 21º–23º lugar
|  | Classificação 21º–24º lugar | Classificação 21º–24º lugar |   |                      | Definição 21º lugar  | Definição 21º lugar |  |
|  |                             |                             |   |                      |                      |                     |  |
|  | 9 de agosto – 21:00         |                             |   |                      |                      |                     |  |
|  | Chile                       | 2                           |   |                      |                      |                     |  |
|  | Alemanha                    | 3                           |   |                      |                      |                     |  |
|  |                             |                             |   |                      |                      |                     |  |
|  |                             |                             |   |                      | 10 de agosto – 21:00 |                     |  |
|  |                             |                             |   |                      | Alemanha             | 3                   |  |
|  |                             | Camarões                    | 0 |                      |                      |                     |  |
|  |                             |                             |   |                      |                      |                     |  |
|  |                             |                             |   |                      |                      |                     |  |
|  |                             |                             |   |                      | Definição 23º lugar  |                     |  |
|  | 9 de agosto – 21:05         | 9 de agosto – 21:05         |   | 10 de agosto – 17:00 | 10 de agosto – 17:00 |                     |  |
|  | Camarões                    | 3                           |   | Chile                | 3                    |                     |  |
|  | Nigéria                     | 0                           |   |                      | Nigéria              | 0                   |  |

## Classificação 17º–24º lugar
Resultados
| Data  | Hora  |          | Placar |          | Set 1 | Set 2 | Set 3 | Set 4 | Set 5 | Total | Relatório    |
| ----- | ----- | -------- | ------ | -------- | ----- | ----- | ----- | ----- | ----- | ----- | ------------ |
| 7 ago | 17:00 | Alemanha | 0–3    | México   | 19–25 | 22–25 | 24–26 |       |       | 65–76 | Estatísticas |
| 7 ago | 20:00 | Sérvia   | 3–0    | Nigéria  | 25–0  | 25–0  | 25–0  |       |       | 75–0  | Estatísticas |
| 7 ago | 21:00 | Chile    | 1–3    | Canadá   | 19–25 | 25–27 | 25–16 | 23–25 |       | 92–93 | Estatísticas |
| 7 ago | 21:05 | Peru     | 3–0    | Camarões | 25–18 | 25–18 | 25–22 |       |       | 75–58 | Estatísticas |

### Classificação 21º–23º lugar
Resultados
| Data  | Hora  |          | Placar |          | Set 1 | Set 2 | Set 3 | Set 4 | Set 5 | Total  | Relatório    |
| ----- | ----- | -------- | ------ | -------- | ----- | ----- | ----- | ----- | ----- | ------ | ------------ |
| 9 ago | 21:00 | Camarões | 3–0    | Nigéria  | 25–0  | 25–0  | 25–0  |       |       | 75–0   | Estatísticas |
| 9 ago | 21:05 | Chile    | 2–3    | Alemanha | 25–22 | 12–25 | 19–25 | 25–20 | 11–15 | 92–107 | Estatísticas |

### Classificação 17º–20º lugar
Resultados
| Data  | Hora  |        | Placar |        | Set 1 | Set 2 | Set 3 | Set 4 | Set 5 | Total | Relatório    |
| ----- | ----- | ------ | ------ | ------ | ----- | ----- | ----- | ----- | ----- | ----- | ------------ |
| 9 ago | 17:00 | Canadá | 0–3    | México | 21–25 | 15–25 | 23–25 |       |       | 59–75 | Estatísticas |
| 9 ago | 20:00 | Peru   | 0–3    | Sérvia | 12–25 | 19–25 | 18–25 |       |       | 49–75 | Estatísticas |

### Vigésimo terceiro lugar
Resultados
| Data   | Hora  |         | Placar |       | Set 1 | Set 2 | Set 3 | Set 4 | Set 5 | Total | Relatório    |
| ------ | ----- | ------- | ------ | ----- | ----- | ----- | ----- | ----- | ----- | ----- | ------------ |
| 10 ago | 21:05 | Nigéria | 0–3    | Chile | 0–25  | 0–25  | 0–25  |       |       | 0–75  | Estatísticas |

### Vigésimo primeiro lugar
Resultados
| Data   | Hora  |          | Placar |          | Set 1 | Set 2 | Set 3 | Set 4 | Set 5 | Total | Relatório    |
| ------ | ----- | -------- | ------ | -------- | ----- | ----- | ----- | ----- | ----- | ----- | ------------ |
| 10 ago | 21:05 | Camarões | 0–3    | Alemanha | 11–25 | 15–25 | 17–25 |       |       | 43–75 | Estatísticas |

### Décimo nono lugar
Resultados
| Data   | Hora  |        | Placar |      | Set 1 | Set 2 | Set 3 | Set 4 | Set 5 | Total | Relatório    |
| ------ | ----- | ------ | ------ | ---- | ----- | ----- | ----- | ----- | ----- | ----- | ------------ |
| 10 ago | 17:00 | Canadá | 3–0    | Peru | 25–21 | 25–20 | 25–21 |       |       | 75–62 | Estatísticas |

### Décimo sétimo lugar
Resultados
| Data   | Hora  |        | Placar |        | Set 1 | Set 2 | Set 3 | Set 4 | Set 5 | Total | Relatório    |
| ------ | ----- | ------ | ------ | ------ | ----- | ----- | ----- | ----- | ----- | ----- | ------------ |
| 10 ago | 20:00 | México | 0–3    | Sérvia | 26–28 | 17–25 | 23–25 |       |       | 66–78 | Estatísticas |

## Oitavas de final
Resultados
| Data  | Hora  |                  | Placar |                       | Set 1 | Set 2 | Set 3 | Set 4 | Set 5 | Total   | Relatório    |
| ----- | ----- | ---------------- | ------ | --------------------- | ----- | ----- | ----- | ----- | ----- | ------- | ------------ |
| 7 ago | 12:00 | Estados Unidos } | 3–0    | República Dominicana} | 25–15 | 25–15 | 26–24 |       |       | 76–54   | Estatísticas |
| 7 ago | 15:00 | China }          | 2–3    | Tailândia             | 33–31 | 25–16 | 16–25 | 17–25 | 12–15 | 103–112 | Estatísticas |
| 7 ago | 15:00 | Turquia }        | 3–2    | Coreia do Sul         | 25–16 | 23–25 | 20–25 | 25–21 | 15–10 | 108–97  | Estatísticas |
| 7 ago | 15:05 | Itália }         | 3–0    | Egito                 | 25–15 | 25–21 | 25–9  |       |       | 75–45   | Estatísticas |
| 7 ago | 18:00 | Bulgária }       | 3–0    | Hungria               | 25–17 | 25–19 | 25–18 |       |       | 75–54   | Estatísticas |
| 7 ago | 18:00 | Croácia }        | 3–2    | Polônia               | 21–25 | 25–10 | 14–25 | 25–19 | 16–14 | 101–93  | Estatísticas |
| 7 ago | 18:05 | Argentina }      | 1–3    | Brasil                | 15–25 | 21–25 | 25–15 | 19–25 |       | 80–90   | Estatísticas |
| 7 ago | 21:00 | Japão }          | 3–0    | Porto Rico            | 25–18 | 25–21 | 25–21 |       |       | 75–60   | Estatísticas |

## Classificação 9º–16º lugar
Resultados
| Data  | Hora  |                      | Placar |               | Set 1 | Set 2 | Set 3 | Set 4 | Set 5 | Total  | Relatório    |
| ----- | ----- | -------------------- | ------ | ------------- | ----- | ----- | ----- | ----- | ----- | ------ | ------------ |
| 9 ago | 15:00 | Egito                | 1–3    | Polônia       | 12–25 | 27–25 | 17–25 | 17–25 |       | 73–100 | Estatísticas |
| 9 ago | 15:05 | Porto Rico           | 1–3    | China         | 23–25 | 21–25 | 25–17 | 20–25 |       | 89–92  | Estatísticas |
| 9 ago | 18:00 | Hungria              | 2–3    | Coreia do Sul | 22–25 | 25–16 | 18–25 | 25–17 | 14–16 | 104–99 | Estatísticas |
| 9 ago | 18:05 | República Dominicana | 0–3    | Argentina     | 22–25 | 23–25 | 20–25 |       |       | 65–75  | Estatísticas |

### Classificação 13º–16º lugar
Resultados
| Data   | Hora  |         | Placar |                      | Set 1 | Set 2 | Set 3 | Set 4 | Set 5 | Total  | Relatório    |
| ------ | ----- | ------- | ------ | -------------------- | ----- | ----- | ----- | ----- | ----- | ------ | ------------ |
| 10 ago | 15:00 | Egito   | 2–3    | República Dominicana | 25–21 | 17–25 | 20–25 | 25–13 | 13–15 | 100–99 | Estatísticas |
| 10 ago | 15:05 | Hungria | 1–3    | Porto Rico           | 25–27 | 23–25 | 25–17 | 23–25 |       | 96–94  | Estatísticas |

### Classificação 9º–12º lugar
Resultados
| Data   | Hora  |               | Placar |           | Set 1 | Set 2 | Set 3 | Set 4 | Set 5 | Total   | Relatório    |
| ------ | ----- | ------------- | ------ | --------- | ----- | ----- | ----- | ----- | ----- | ------- | ------------ |
| 10 ago | 18:00 | Polônia       | 2–3    | Argentina | 25–19 | 23–25 | 21–25 | 25–21 | 8–15  | 102–105 | Estatísticas |
| 10 ago | 18:05 | Coreia do Sul | 1–3    | China     | 25–18 | 17–25 | 21–25 | 24–26 |       | 87–94   | Estatísticas |

### Décimo quinto lugar
Resultados
| Data   | Hora  |       | Placar |         | Set 1 | Set 2 | Set 3 | Set 4 | Set 5 | Total | Relatório    |
| ------ | ----- | ----- | ------ | ------- | ----- | ----- | ----- | ----- | ----- | ----- | ------------ |
| 11 ago | 15:05 | Egito | 1–3    | Hungria | 18–25 | 25–23 | 17–25 | 12–25 |       | 72–98 | Estatísticas |

### Décimo terceiro lugar
Resultados
| Data   | Hora  |                      | Placar |            | Set 1 | Set 2 | Set 3 | Set 4 | Set 5 | Total  | Relatório    |
| ------ | ----- | -------------------- | ------ | ---------- | ----- | ----- | ----- | ----- | ----- | ------ | ------------ |
| 11 ago | 18:05 | República Dominicana | 3–2    | Porto Rico | 20–25 | 22–25 | 25–18 | 25–18 | 15–12 | 107–98 | Estatísticas |

### Décimo primeiro lugar
Resultados
| Data   | Hora  |         | Placar |               | Set 1 | Set 2 | Set 3 | Set 4 | Set 5 | Total | Relatório    |
| ------ | ----- | ------- | ------ | ------------- | ----- | ----- | ----- | ----- | ----- | ----- | ------------ |
| 11 ago | 15:00 | Polônia | 0–3    | Coreia do Sul | 21–25 | 18–25 | 23–25 |       |       | 62–75 | Estatísticas |

### Nono lugar
Resultados
| Data   | Hora  |           | Placar |       | Set 1 | Set 2 | Set 3 | Set 4 | Set 5 | Total | Relatório    |
| ------ | ----- | --------- | ------ | ----- | ----- | ----- | ----- | ----- | ----- | ----- | ------------ |
| 11 ago | 18:00 | Argentina | 3–0    | China | 25–23 | 25–19 | 25–21 |       |       | 75–63 | Estatísticas |

## Quartas de final
Resultados
| Data  | Hora  |                | Placar |           | Set 1 | Set 2 | Set 3 | Set 4 | Set 5 | Total   | Relatório    |
| ----- | ----- | -------------- | ------ | --------- | ----- | ----- | ----- | ----- | ----- | ------- | ------------ |
| 9 ago | 12:00 | Japão          | 3–2    | Tailândia | 25–20 | 20–25 | 25–20 | 27–29 | 15–10 | 112–104 | Estatísticas |
| 9 ago | 15:00 | Bulgária       | 1–3    | Turquia   | 22–25 | 25–27 | 25–22 | 7–25  |       | 79–99   | Estatísticas |
| 9 ago | 00:00 | Itália         | 3–2    | Croácia   | 22–25 | 21–25 | 25–20 | 25–14 | 15–13 | 108–97  | Estatísticas |
| 9 ago | 00:00 | Estados Unidos | 3–2    | Brasil    | 21–25 | 25–19 | 25–19 | 23–25 | 15–11 | 109–99  | Estatísticas |

### Classificação do 5º ao 8º lugares
Resultados
| Data   | Hora  |          | Placar |           | Set 1 | Set 2 | Set 3 | Set 4 | Set 5 | Total  | Relatório    |
| ------ | ----- | -------- | ------ | --------- | ----- | ----- | ----- | ----- | ----- | ------ | ------------ |
| 10 ago | 12:00 | Bulgária | 1–3    | Tailândia | 16–25 | 19–25 | 25–16 | 18–25 |       | 78–91  | Estatísticas |
| 10 ago | 18:00 | Croácia  | 3–2    | Brasil    | 25–17 | 18–25 | 22–25 | 25–19 | 15–11 | 105–97 | Estatísticas |

### Sétimo lugar
Resultado
| Data   | Hora  |        | Placar |          | Set 1 | Set 2 | Set 3 | Set 4 | Set 5 | Total  | Relatório    |
| ------ | ----- | ------ | ------ | -------- | ----- | ----- | ----- | ----- | ----- | ------ | ------------ |
| 11 ago | 12:00 | Brasil | 3–1    | Bulgária | 25–23 | 25–16 | 25–27 | 25–19 |       | 100–85 | Estatísticas |

### Quinto lugar
Resultado
| Data   | Hora  |         | Placar |           | Set 1 | Set 2 | Set 3 | Set 4 | Set 5 | Total | Relatório    |
| ------ | ----- | ------- | ------ | --------- | ----- | ----- | ----- | ----- | ----- | ----- | ------------ |
| 11 ago | 15:00 | Croácia | 3–2    | Tailândia | 25–15 | 25–19 | 25–23 |       |       | 75–57 | Estatísticas |

## Semifinais
Resultado
| Data   | Hora  |         | Placar |                | Set 1 | Set 2 | Set 3 | Set 4 | Set 5 | Total | Relatório    |
| ------ | ----- | ------- | ------ | -------------- | ----- | ----- | ----- | ----- | ----- | ----- | ------------ |
| 10 ago | 15:00 | Turquia | 3–0    | Japão          | 25–16 | 25–12 | 25–19 |       |       | 75–47 | Estatísticas |
| 10 ago | 21:00 | Itália  | 1–3    | Estados Unidos | 18–25 | 22–25 | 25–20 | 15–25 |       | 80–95 | Estatísticas |

### Terceiro lugar
Resultado
| Data   | Hora  |        | Placar |                | Set 1 | Set 2 | Set 3 | Set 4 | Set 5 | Total   | Relatório    |
| ------ | ----- | ------ | ------ | -------------- | ----- | ----- | ----- | ----- | ----- | ------- | ------------ |
| 11 ago | 18:00 | Itália | 3–2    | Estados Unidos | 19–25 | 25–14 | 22–25 | 25–23 | 16–14 | 107–101 | Estatísticas |

### Final
Resultado
| Data   | Hora  |                | Placar |         | Set 1 | Set 2 | Set 3 | Set 4 | Set 5 | Total  | Relatório    |
| ------ | ----- | -------------- | ------ | ------- | ----- | ----- | ----- | ----- | ----- | ------ | ------------ |
| 11 ago | 21:00 | Estados Unidos | 3–2    | Turquia | 20–25 | 23–25 | 25–22 | 25–16 | 15–10 | 108–98 | Estatísticas |